# Бангладешки ослободилачки рат
Бангладешки ослободилачки рат био је рат за независност Источног Пакистана (данашњи Бангладеш) од Исламске Републике Пакистан који је трајао од 26. марта до 16. децембра 1971. године. Ово је био један од најкрвавијих ратова у 20. веку у којем се процењује од 300.000 до 3 милиона мртвих, те од 10 до 30 милиона избеглица.

## Историјска позадина
Поделом Индије Бенгал је био подељен на две нове државе: муслимански источни део, Источни Бенгал, који одговара данашњем Бангладешу, и западни део, индијска држава Западни Бенгал. Укидање система заминдари (класна подела друштва) у Источном Бенгалу (1950) представља важан тренутак у стварању Бангладеша као народне државе. Језички покрет 1952. је успоставио право бенгалске заједнице да говори својим језиком. Године 1955, влада Пакистана је променила име провинције из Источни Бенгал у Источни Пакистан с циљем постепеног укидања посебности покрајине.
Западни Пакистан, који је обухватао остатак Пакистана, доминирао је и занемаривао Источни Пакистан. Упркос чињеници да је Источни Пакистан доносио већи део националног дохотка, посебно кроз извоз јуте, већина улагања у развој је вршена у Западном Пакистану. Напетост је кулминирала 1971. након отвореног, недемократског одбијања пакистанског председника Јаје Кана, војног вође, изборних резултата који су донели Авами лиги већину у парламенту (167 од 169 места одређених за Источни Пакистан)..

## Рат
Званични почетак рата је уследио након једног од најкрвавијих геноцида модерних времена, који је извршила пакистанска војска над бенгалским цивилима 25. марта, 1971. године. Практично сва бенгалска интелигенција је елиминисана. Овај геноцид је један од најстрашнијих по броју погинулих након Другог светског рата. Захваљујући напорима Западног Пакистана да се реши страних новинара, тешко је доћи до тачних бројки, али неке процене говоре о 50.000 мртвих у прва три дана такозване Операције рефлектор, коју је извела пакистанска војска. Више од 10 милиона Бенгалаца је пребегло у суседну Индију. Ово је довело до жестоког економског притиска на Индију, и тадашња индијска премијерка, Индира Ганди је од западних земаља морала да тражи помоћ. Након почињених покоља цивилног становништва од стране пакистанске војске, под вођством шеика Муџибура Рахмана, познатог као Бонгобонду (пријатељ Бенгала), Бангладеш је започео своју борбу за независност.
Бангладешки ослободилачки рат одиграо се током Хладног рата. Сједињене Америчке Државе и Народна Република Кина су сматрали рат унутрашњим питањем Пакистана, чиме су практично подржали Западни Пакистан. Међутим, Индија, СССР са својим савезницима, те Јапан и владе западних земаља су снажно подржавале Бангладеш. Да би се стекла стратешка предност над кинеско-САД-пакистанском осовином, Споразум о индо-совјетском пријатељству је потписан 9. августа 1971. године.
Индија је због свог географског положаја и војног антагонизма према Пакистану, као и због економских и социјалних проблема које је узроковао дотицај избеглица на њену територију, снажно подржала Бангладеш, посебно након што је и СССР пружио подршку. Стратешки, независност Бангладеша би за Индију значила један фронт мање за борбу са Пакистаном. Такође ваља поменути да су одређене регионалне владе дале подршку на етничким основама. Дана 27. марта 1971, премијерка Индије, Индира Ганди је изразила пуну подршку своје владе борби за слободу. Бангладешко-индијска граница је отворена да би се допустило измученим и застрашеним Бенгалцима да нађу склониште у Индији. Владе Западног Бенгала, Бихара, Асама, Мегалаје и Трипуре су успоставиле избегличке кампове дуж границе. Ови кампови су омогућили и регрутовање бораца. Главни штаб бангладешких снага је успостављен у Калкути од 12. априла.
Током рата, упркос жестоком противљењу владе Западног Пакистана, BBC је наставио да прати догађаје преко BBC Бангла радио служби у Јужној Азији. Међу међународним напорима да се подигне стање свести о догађајима у Бангладешу је био и Концерт за Бангладеш, бившег Битлса, Џорџа Харисона.
Пакистанска влада је ухапсила Муџибура Рахмана који је идентификован као најутицајнија бенгалска личност. Пре него што је ухапшен, шеик Муџибур Рахман је формално и званично прогласио независност, 26. марта. Стога се овај датум сматра Даном независности Бангладеша. Дана 27. марта, Зијаур Рахман, тада мајор у оружаним снагама (касније председник Бангладеша), објавио је декларацију независности Бангладеша у име врховног вође, Бонгобондуа, преко привремене радио станице у Калургату близу лучког града Читагонга. Уз помоћ бенгалских официра, подршку цивила и војно/хуманитарну помоћ из Индије, Бангладеш је брзо формирао редовну војску, као и герилске снаге познате као Мукти бахини (борци за слободу), наоружану групу коју су чинили углавном млади студенти, радници, сељаци и други цивили. Поред напада на пакистанску војску, Мукти бахини су пружали локалне обавештајне податке и вођство од немерљивог значаја здруженим снагама војсци Бангладеша и Индије, које су напале окупациону војску Западног Пакистана (80.000), раног децембра 1971. године.

## Крај рата
Две недеље након индијске инвазије, 16. децембра 1971, пакистанска војска се формално предала источној команди индијске армије, која је трансформисала Мукти Бахини у ефективну борбену силу. Индија је заробила 93.000 војника, који су одведени у логоре у Индији, како би се избегле репресалије бангладешког становништва. Нова држава Бангладеш је успостављена, а шеик Муџибур Рахман, који је био затворен у Западном Пакистану од марта, тријумфално се вратио као први премијер. Индија је повукла своје трупе из Бангладеша у року од три месеца од краја рата. Становници Бангладеша и данас памте по злу пакистански режим из периода пре и током рата.